# Message in a Bottle (píseň, The Police)
„Message in a Bottle“ je píseň anglické rockové skupiny The Police. Autorem je frontman kapely, zpěvák a baskytarista Sting. Vydána byla dne 21. září 1979 jako singl (na druhé straně desky byla píseň „Landlord“) a počátkem října pak vyšla také na albu Reggatta de Blanc (jde o první singl z alba). Singl se umístil na první příčce britského žebříčku UK Singles Chart, stejně jako v několika dalších zemích. V americkém Billboard Hot 100 dosáhl 74. místa.